# Сан Огустин (окръг, Тексас)
Окръг Сан Огустин (на английски: San Augustine County) е окръг в щата Тексас, Съединени американски щати. Площта му е 1533 km², а населението - 8946 души (2000). Административен център е град Сан Огустин.